# Chiddy Bang
Chiddy Bang je američki hip hop sastav iz Philadelphije, Pennsylvanije kojeg su osnovali Chidera "Chiddy" Anamege i Noah "Xaphoon Jones" Beresin. Duo je predstavljen 2008. godine od strane Zacharyja Sewalla, bivšeg člana grupe na Sveučilištu Drexel.

## Diskografija

### EP-ovi
| Godina | Album                                                                                            | Završne pozicije na top ljestvicama | Završne pozicije na top ljestvicama | Završne pozicije na top ljestvicama |
| Godina | Album                                                                                            | SAD                                 | SAD R&B                             | SAD Rap                             |
| ------ | ------------------------------------------------------------------------------------------------ | ----------------------------------- | ----------------------------------- | ----------------------------------- |
| 2010.  | The Opposite of Adults EP - Objavljeno: 18. svibnja 2010. - Diskografska kuća: EMI - Formati: CD | —                                   | —                                   | —                                   |
| 2010.  | Chiddy Bang: The Preview - Objavljeno: 1. listopada 2010. - Diskografska kuća: EMI - Formati: CD | 76                                  | 17                                  | 11                                  |

### Miksani albumi
- The Swelly Express (2009.)
- Air Swell (2010.)
- Peanut Butter and Swelly (2011.)

### Singlovi
| Godina | Singl                                         | Završne pozicije na top ljestvicama | Završne pozicije na top ljestvicama | Završne pozicije na top ljestvicama | Završne pozicije na top ljestvicama | Završne pozicije na top ljestvicama | Završne pozicije na top ljestvicama | Završne pozicije na top ljestvicama | Završne pozicije na top ljestvicama | Završne pozicije na top ljestvicama | Album                    |
| Godina | Singl                                         | UK                                  | SAD                                 | AUS                                 | AUT                                 | NJE                                 | IRS                                 | JAP                                 | NZ                                  | ŠVI                                 | Album                    |
| ------ | --------------------------------------------- | ----------------------------------- | ----------------------------------- | ----------------------------------- | ----------------------------------- | ----------------------------------- | ----------------------------------- | ----------------------------------- | ----------------------------------- | ----------------------------------- | ------------------------ |
| 2010.  | "Opposite of Adults"                          | 12                                  | 90                                  | 10                                  | 60                                  | 81                                  | 10                                  | 57                                  | 8                                   | 18                                  | Chiddy Bang: The Preview |
| 2010.  | "Truth"                                       | 50                                  | –                                   | –                                   | –                                   | –                                   | –                                   | –                                   | –                                   | –                                   | Chiddy Bang: The Preview |
| 2011.  | "Mind Your Manners"                           | -                                   | 115                                 | -                                   | -                                   | -                                   | -                                   | -                                   | -                                   | -                                   | TBR                      |
| 2011.  | Kao gostujući izvođači                        |                                     |                                     |                                     |                                     |                                     |                                     |                                     |                                     |                                     | TBR                      |
| 2011.  | "Rescue Me" (You Me at Six feat. Chiddy Bang) | 21                                  | –                                   | –                                   | –                                   | –                                   | 50                                  | –                                   | –                                   | –                                   | TBA                      |

### Promotivni singlovi
| Godina | Singl           | Album                    |
| ------ | --------------- | ------------------------ |
| 2010.  | "The Good Life" | Chiddy Bang: The Preview |

## Vanjske poveznice
- Službena stranica  Arhivirana inačica izvorne stranice od 23. rujna 2011. (Wayback Machine)
- Chiddy Bang na MySpaceu
- Chiddy Bang na Twitteru